# Castanopsis brevispinula
Castanopsis brevispinula là một loài thực vật có hoa trong họ Fagaceae. Loài này được Hickel & A.Camus mô tả khoa học đầu tiên năm 1921.